# Янніс Н'Гакуту
Янніс Кларенс Н'Гакуту Япенде (фр. Yannis Clarence Ngakoutou Yapéndé, нар. 30 вересня 1998, Сен-Дені, Франція) — габонський та французький футболіст, правий захисник клубу «Ліон Ла Дюшер» та національної збірної Габону.

## Клубна кар'єра
Розпочав займатись футболом у клубі «Дрансі», з якого 2015 року потрапив до академії вищолігового «Монако». З 2016 року став виступати за резервну команду монегасків, втім до першої команди так і не пробився.
2020 року ставши гравцем клубу четвертого французького дивізіону країни ГОАЛ, де провів один сезони, після чого 25 червня 2021 року став гравцем іншої команди цієї ліги «Ліон Ла Дюшер».

## Міжнародна кар'єра
Н'Гакуту народився у Франції в родині батька з Центральноафриканської Республіки та матері з Габону, тому мав право представляти усі ці 3 країни. 4 січня 2022 року він дебютував у складі національної збірної Габону у товариській грі проти Мавританії (1:1), а вже за кілька днів поїхав з командою на Кубок африканських націй у Камеруні, де зіграв у одному матчі 1/8 фіналу проти Буркіна-Фасо, не реалізувавши свій післяматчевий пенальті, через що його команда вилетіла з турніру.

## Особисте життя
Янніс — молодший брат футболіста збірної Центральноафриканської Республіки Квентіна Н'Гакуту.